# Scaphinotus aeneicollis
Scaphinotus aeneicollis är en skalbaggsart som beskrevs av Beutenmuller. Scaphinotus aeneicollis ingår i släktet Scaphinotus och familjen jordlöpare. Inga underarter finns listade i Catalogue of Life.